# عصوية ذهبية قاطنة السمك
عصوية ذهبية قاطنة السمك (الاسم العلمي: Chryseobacterium piscicola) هي نوع من البكتيريا، سلبية الغرام، تتبع جنس عصوية ذهبية.